# Vaskapu-szoros
A Vaskapu-szoros (románul Porțile de Fier, szerbül Ђердапска клисура / Đerdapska klisura) folyami szurdokvölgy a Dunán, a Déli-Kárpátok és a Szerb-érchegység között, Szerbia és Románia határán. 
Az ókortól, azaz a nagy népvándorlások és a folyami hajózás megindulásától kezdve természetes határként működött a Kárpát-medence és a Balkán északi része között. A hajózás megkönnyítésére Tiberius római császár i. sz. 33–34 során a szoros jobb partján egy 210 méter hosszú utat építtetett, ennek segítségével lehetett biztosítani a hajók állati erővel való vontatását a zúgókon keresztül. A római építmények elpusztulása után a középkorban a hajózás gyakorlatilag alig működött. Annak biztonságossá tételének, az Al-Duna szabályozásának gondolatát Széchenyi István vetette fel, s a terveket Vásárhelyi Pállal készíttette el. A munkálatokat már 1834-ben elkezdték, de egy év múlva abbahagyták, és csak 1856-ban nyílt lehetőség a folytatásra. A szabályozott szakaszt 1896-ban adták át. Mára állandó víziút vezet át itt az Északi-tengertől a Fekete-tengerig, a Rajna–Majna–Duna-csatorna révén.
A Vaskapu-szoros alatti szakaszon két vízerőmű működik: a Vaskapu I. 1964 és 1972, a Vaskapu II. 1977 és 1984 között épült a román–szerb határon, egy-egy határállomással. A korábbi a paksi atomerőmű 2000 MW-os, megemelt összteljesítményét is meghaladó villamos energiát, míg a II-es a paksi egy reaktorblokkjának több mint felét állítja elő. Szerbia 2009 óta tervezi egy harmadik, kisebb erőmű megépítését.

## Elnevezése
Elnevezése a legtöbb hajózó nép nyelvén is Vaskapu jelentésű. A Vaskapu a történelem során a környező népek számára mindig nagyon jelentős természeti akadályt képezett, amit a különböző nyelvekben általában hasonlóan neveztek el: románul Porțile de Fier, szerbül Đerdapska klisura / Ђердапска клисура, bolgárul Железни врата, németül Eisernes Tor, szlovákul Železné vráta, törökül Demirkapı. Érdekesség, hogy szerb neve az „örvény” jelentésű girdap török szóból származik (örvényes szoros), de török nevének újra vaskapu a jelentése. 

## Kialakulása

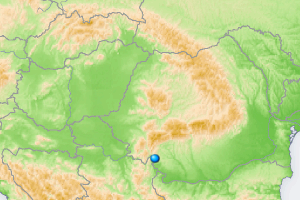
A Vaskapu-szoros a Kárpát-medence nagy részének egyetlen kifolyási helye

A Vaskapu a Kárpát-medence területén a miocén és pliocén korban létezett Pannon-tenger megszűnésével párhuzamosan jött létre. A Pannon-tenger medencéje fokozatosan feltöltődött, és vize kiutat keresett az ugyancsak emelkedőben lévő környező hegységek hágóin keresztül.
A Fekete-tenger irányába történő kifolyás megindulása után a távozó hatalmas víztömeg mély medret vájt magának a továbbra is emelkedőben lévő hegyláncon keresztül. A Pannon-tenger, illetve addigra már édesvizű Pannon-tó utolsó maradványai a pleisztocénban, mintegy 600 000 évvel ezelőtt tűntek el a Kárpát-medencéből, és a „kifolyó” szurdokvölgyét az Ős-Duna mélyítette tovább. Az emelkedőben lévő hegyláncon áttörő folyóvölgyet földtani szakkifejezéssel antecedens völgynek nevezik. Az áttörési szakasz ebben az esetben felsőszakasz-jellegű, tehát bevágódó, fölötte a folyóvölgy feltöltődő, azaz alsószakasz-jellegű lesz, a szoros után közvetlenül pedig középszakasz-jellegű kanyargós, az üledékek szempontjából egyensúlyban lévő rész következik.

## Földrajz
A Vaskapu a Kárpát-medence vizei legnagyobb részének kifolyása a világtenger irányába. Valójában nem egyetlen szoros, hanem több szakaszból álló, 134 kilométer hosszú rendszer. Szakaszai a Galambóci-szurdok, Gospodin Vir szurdoka, Nagy és Kis Kazán-szorosok, valamint a Sip-szurdok. Tengerszint feletti magassága Veliko Gradište városánál 68 méter, az erőmű lábánál 55 méter. A szurdokvölgyet északról a Mehádiai-hegység, a Déli-Kárpátok része, délről a Szerb-érchegység egy része (Šomrda, Veliki Greben és Miroč hegységek) határolja. Egyes térképek szerint a Szerb-érchegység Szerb-Kárpátok néven a Déli-Kárpátokhoz tartozik, egy más felosztás szerint viszont ez alkotja a Balkán-hegység északnyugati végét. Így a Vaskapu-szoros vagy a Kárpátokon tör át, vagy azokat választja el a Balkán-hegységtől.
A Duna első szűkülete a román Ómoldova előtti Moldova-sziget után a Galambóci-szurdok, amit a szerb oldalon álló galambóci várról neveztek el. A Ljupovska völgyi szakasz után következik Gospodin Vir szurdoka. A sziklák 500 méterre emelkednek a folyó fölé, és a szárazföldről is csak nehezen közelíthetők meg. A szélesebb Donji Milanovac szakasz után következik a legszűkebb, 150 méter széles és a duzzasztás előtt is 75 méter mély vizű szurdok, a Nagy Kazán-szoros. Az utána következő Kis Kazán-szorossal együtt összesen 19 kilométer hosszúak. Az Orșova-völgy szélesebb szakasza után következik az utolsó szűkület, a Sip-szurdok. Szűkebb értelemben ezt a helyet nevezik Vaskapunak, ahol a folyam kilép a Havasalföldre.
A szoros vízrajzi jelentőségét az adja, hogy a Középső-Duna vízgyűjtőnek (gyakorlatilag a Kárpát-medencének) szinte egyetlen kifolyási pontja, a folyó itt lép át az Al-Duna vízgyűjtőjébe (Moesiai-medence és Duna-delta).

## Történelem

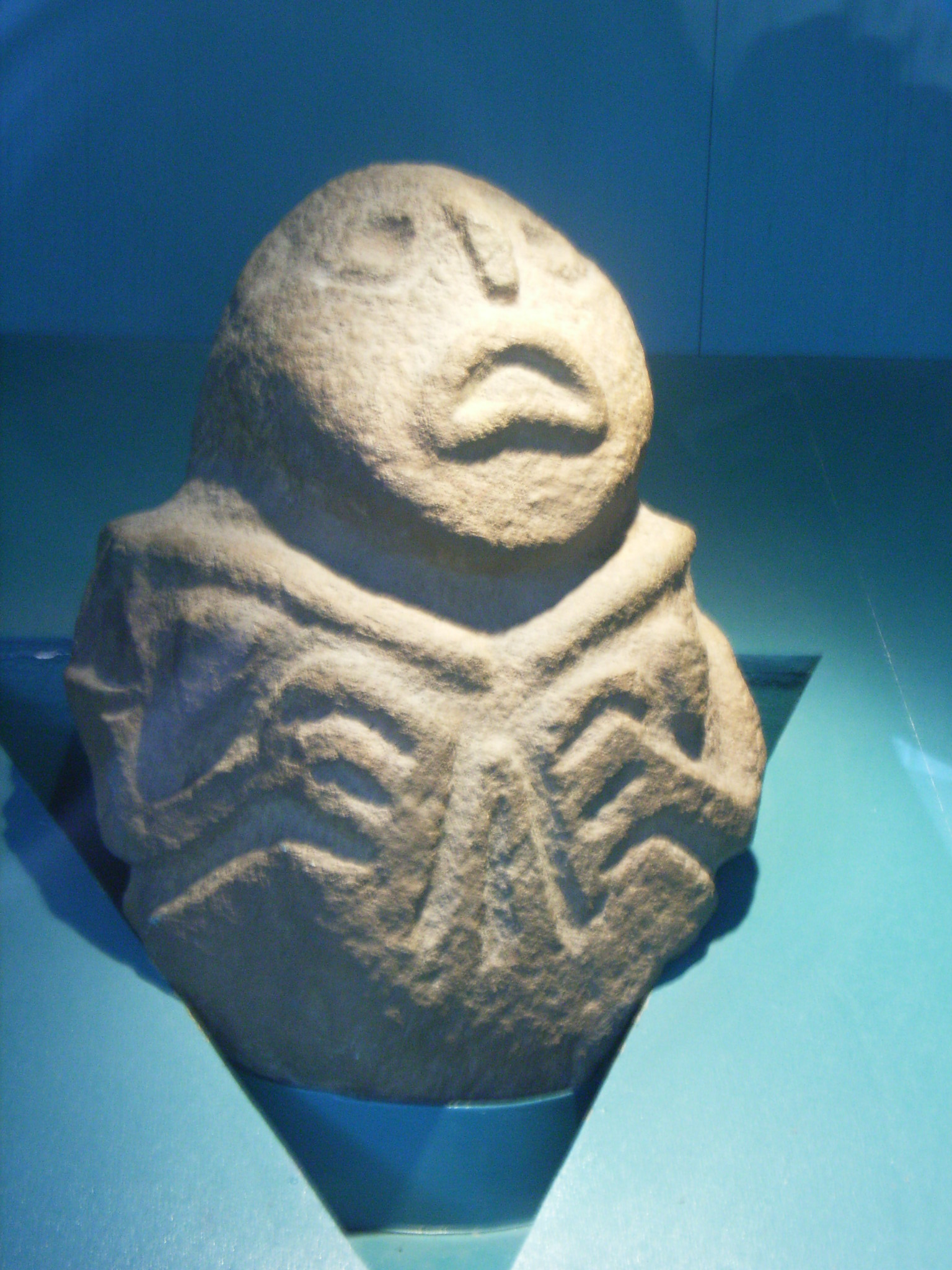
Jellegzetes, halra hasonlító, de embert ábrázoló szobor Lepenski Virből

### Őskor
A szoros szerb partján, a Gospodin Vir szűkület szakaszán terül el Lepenski Vir régészeti lelőhelyének múzeuma, ahol az európai mezolitikum és neolitikum több mint kétezer évén átívelő, ebből 500 éven át nagyon jellegzetes vonásokat felmutató kultúra emlékeit tárták fel. A lelőhely egész Délkelet-Európában egyedülálló; különösen a homokkőből készült, hal vonásokkal felruházott emberi fejeket ábrázoló szobrairól híres.

### Római kor
Az ókorban a Vaskapu oly mértékben elválasztotta egymástól a Duna felső és alsó szakaszát, hogy ezeknek külön nevük is volt: latinul Danubius vagy Danuvius, illetve Ister. Csak az időszámításunk kezdete körüli időkben, a Római Birodalom terjeszkedése nyomán vált ismertté, hogy ugyanarról a folyóról van szó.

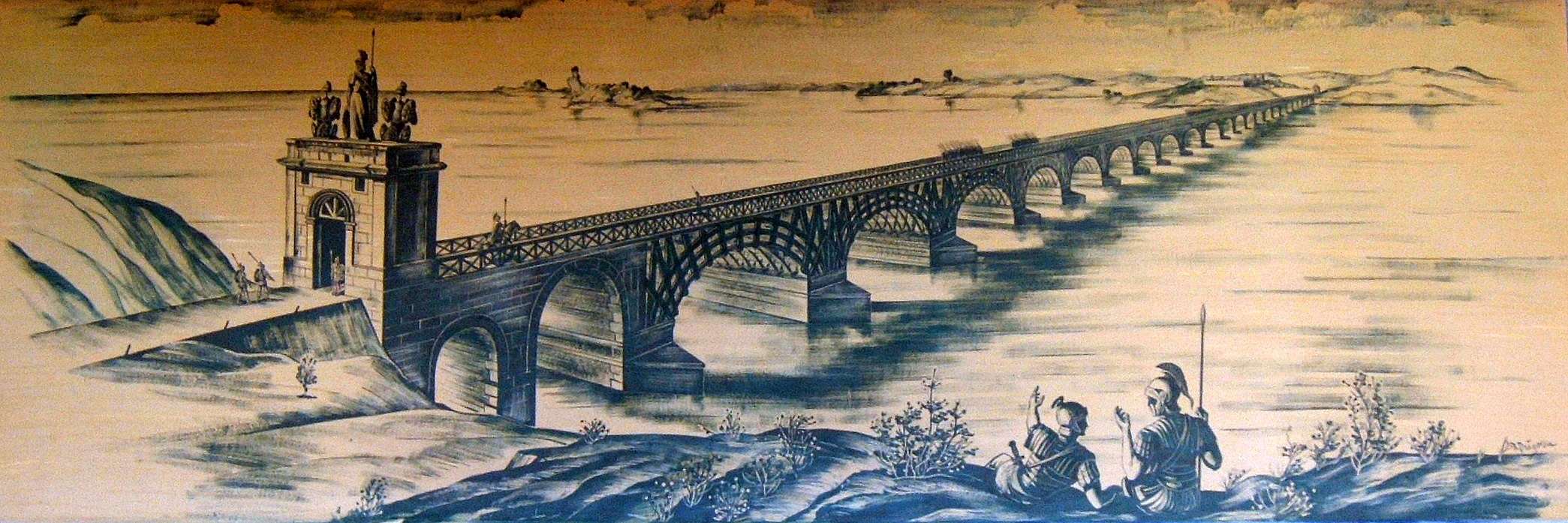
Ilyen lehetett Traianaus hídja

Tiberius római császár Pannonia meghódítása után azonnal a moesiai partok biztosításához fogott, amint azt a birodalom katonai érdekei diktálták. A szoros bejáratánál, stratégiai fontosságú helyen épült a Columbaria nevű római erőd. I. sz. 33–34 során egy 210 méter hosszú utat építtetett a Vaskapu-szoros jobb partja mentén, részben a sziklába vésve, részben a folyó fölé nyúló gerendákra. Ennek segítségével lehetett biztosítani a hajók vontatását állati erővel a zúgókon keresztül.

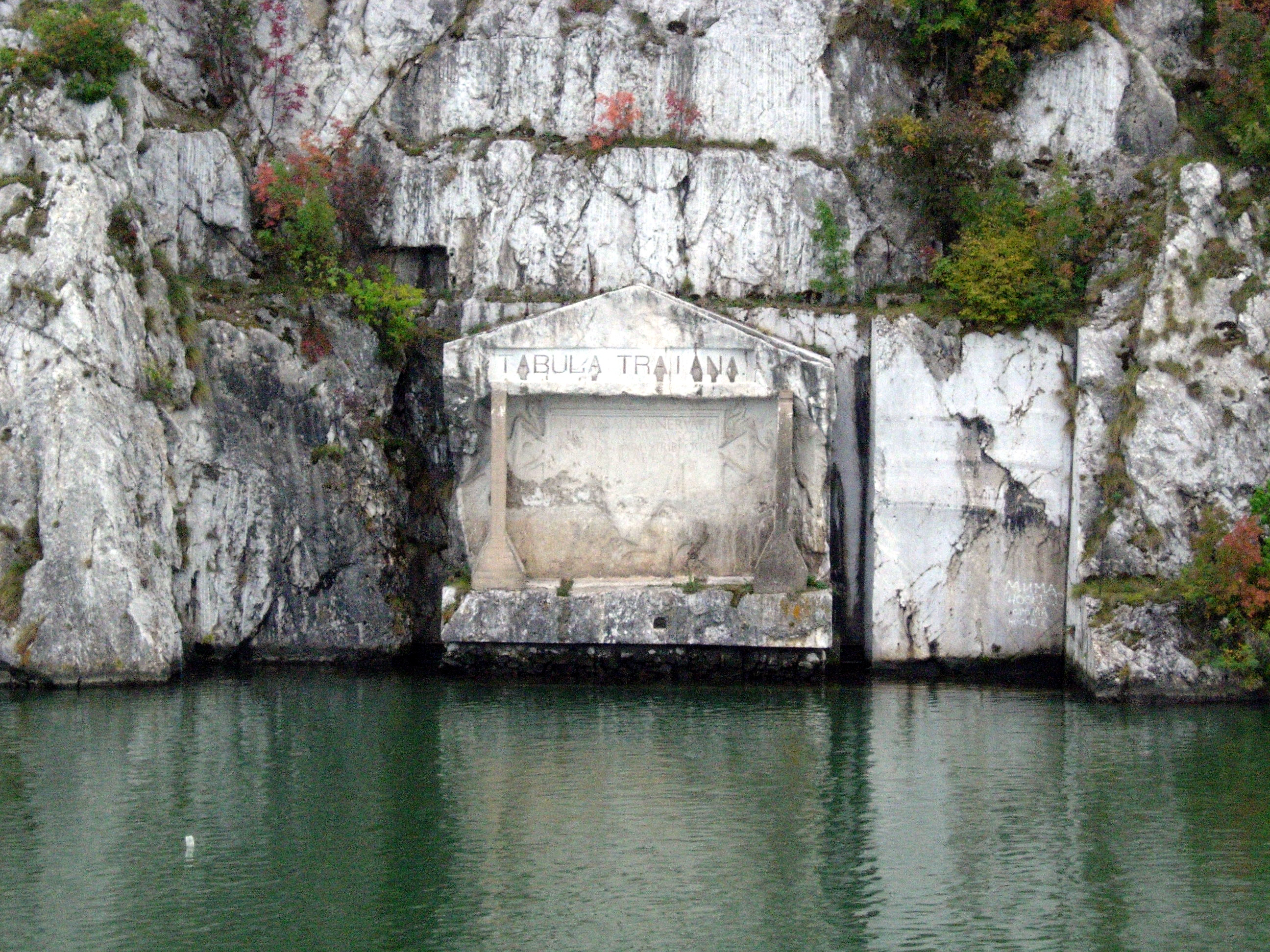
Traianus táblája a Vaskapunál

A római katonai terjeszkedés, a Dacia elleni hadjárat céljait szolgálta Traianus hídjának megépítése is 105-ben, a Vaskapu-szoros keleti végénél. Az 1135 méter hosszú, 15 méter széles híd 19 méter magasan húzódott a víz felszíne felett a mai Drobeta-Turnu Severin (Románia) és Kladovo (Szerbia) között. A Damaszkuszi Appollodórosz által tervezett híd íveinek hosszát (52 méter) több mint ezer éven át nem haladta meg a hídépítészet.
A 20 kőpillérre emelt faszerkezetet már Aurelianus római császár leromboltatta Dáciából való kivonulása után, de a pillérek maradványai még a 19. század közepén is láthatóak voltak alacsony vízállás esetén. 1906-ban a nemzetközi Duna Bizottság két pillért leromboltatott, mert zavarták a hajózást. 1982-ben még 12 mederpillér maradványait tudták azonosítani archeológusok, a többit valószínűleg az ár vitte el. Ma már csak a szárazföldi, bejárati pillérek láthatóak a Duna két oldalán. Traianus folytatta a hadiút építését is a folyam szerb oldalán, a sziklafalba vájva. A ma is látható Tabula Traiana ennek az útnak az építését örökíti meg, nem a hídét.

### Középkor
A hajózás, a római építmények elpusztulása után, az egész középkorban alig működött. Az összeszűkülő mederben a sodrás igen sebes volt, néhány helyen pedig (például az Izlas és a Tachtalia szikláknál) a folyam gyors és alattomos irányváltoztatása vitte szirtre a merész kormányosokat. Lefelé az út életveszélyes, felfelé gyakorlatilag lehetetlen volt.
A Columbaria nevű római erőd helyén építették a szerbek a galambóci (szerbül Golubac) várat. A név továbbélése mutatja, hogy a hely folyamatosan lakott maradt. Galambóc a legfestőibb és legépebben fennmaradt várrom az Al-Dunán. A Duna duzzasztása miatt a vár alsó része vízben áll. Galambóc vára tartósan szerb kézben volt, de 1427-ben át kellett volna adni Zsigmond magyar királynak a várat, e helyett a várkapitány török kézre juttatta.

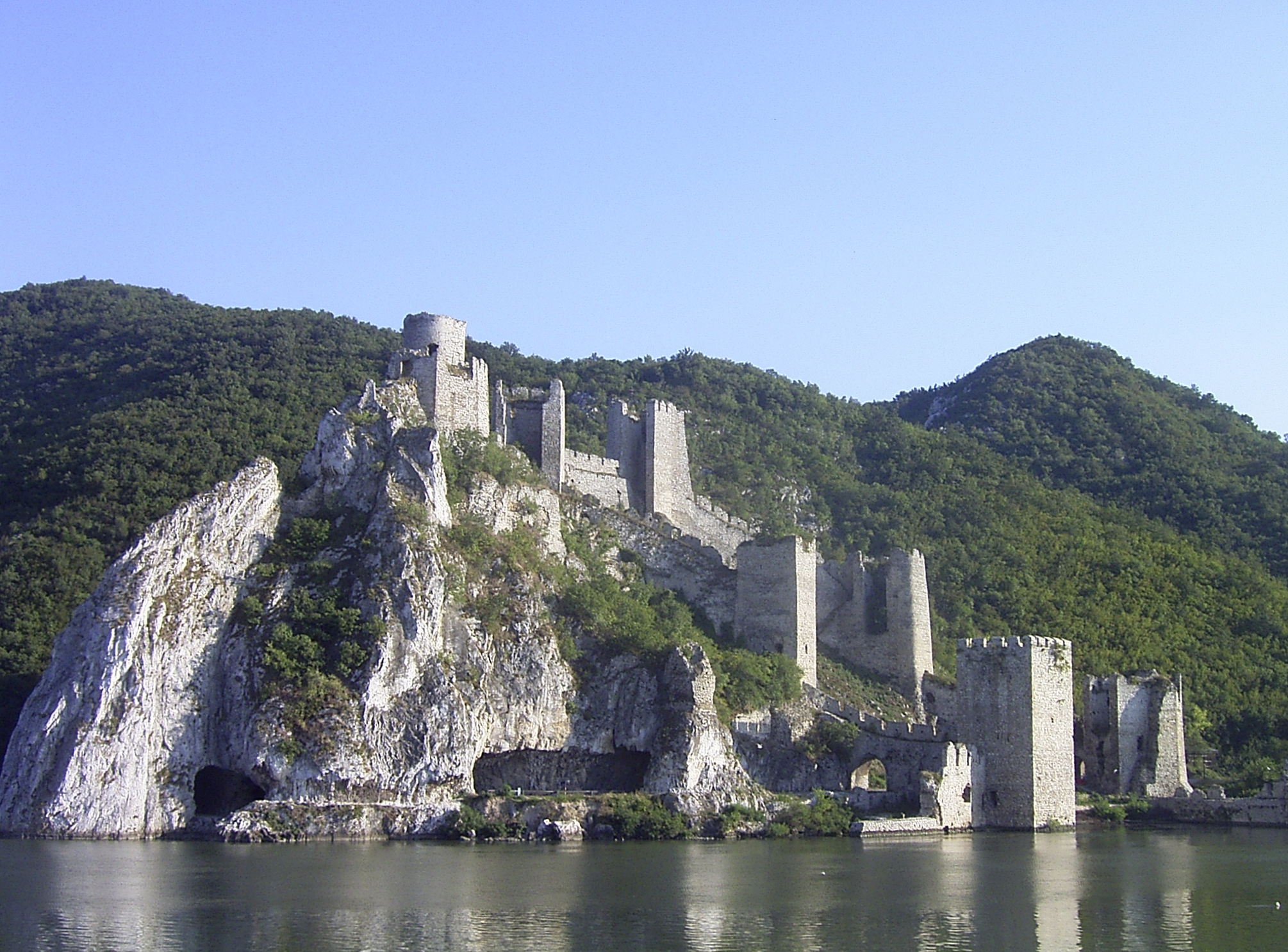
A galambóci vár a szorosok bejáratánál

A Lászlóvár (Szent László vára) Coronini/Pescari (Lászlóvára) község mellett, Újmoldovától délre, a Galambóci várral szemben áll a Duna parti „Várhegyen”. A hajdanán az Al-Dunánál lévő legerősebb, ma már romokban álló magyar várat Zsigmond királyunk hamarjában építtette fel 1427 telén, a Galambóc elleni támadás előkészítéseként. Zsigmond, a Lászlóvárat megépítve, támadást indított, de alulmaradt a harcban, és a török felmentő sereg elől alig tudott megmenekülni.
Galambóc török kézen maradt, később csak Kinizsi Pál tudta elfoglalni. A romoktól szép kilátás nyílik a közeli Babakájra (Nagyapó-szikla) is.
Tiszafa után, Szinice (románul Svinița) falu előtt 4 kilométerrel a Duna medrében három darab, háromszöget alkotó, toronyszerű építmény tűnik fel. A harmadik torony igen alacsony, ezért magasabb vízállásnál nem is látható. A „Háromtorony” (Trikule vagy Tri Cule) az egykori magyar határvédelmi rendszer maradványa. Valószínűleg Zsigmond építtette, több al-dunai várhoz hasonlóan. A Háromtorony első írásos említése 1428-ból való. Alacsony vízállásnál a tornyokhoz le is lehet sétálni, egyébként a duzzasztás nyomán mindig vízben állnak.
Drenkovánál láthatók a vízben Drankó várának, egy középkori magyar végvárnak a romjai. A Szörényi bánság fontos erősségét a 14. században építhették, 1432-ben a törökök elfoglalták.

### Újkor
A vaskapui hajózás a 19. század elején is rendkívül veszélyes vállalkozás maradt. Alacsony vízálláskor a hajók terhük egy részét evezős dereglyékre rakták át, vagy épp többhetes várakozásra kényszerültek. Aszályosabb években megesett, hogy a 275 napos hajózási idényből csak nyolcvan-kilencven napig lehetett korlátozás nélkül áthaladni. További száz-száztíz napon a hajók merülését csökkenteni kellett. Később az értékesebb árut és az utasokat egy darabon szekéren, onnan vasúton, majd újfent hajón vitték tovább.
A Dunát a nemzetközi hajózás számára jogi értelemben az 1829. évi drinápolyi békeszerződés nyitotta meg. Ez kiszorította a török birodalmat a Duna-deltából. A folyam torkolati ágai 1812 és 1829 között Oroszország birtokába kerültek. A cári kormányzat engedélyezte a hajózást, de elhanyagolta a feliszapolódásra erősen hajlamos torkolati folyóágak tisztítását, és a kereskedést vámokkal és vesztegzárakkal hátráltatta.
Oroszország balkáni térnyerését nem nézte jó szemmel a Metternich irányította a Monarchia birodalmi diplomáciája. Érdekei az idő tájt egybeestek Széchenyi Istvánnak a magyar kereskedelem fejlesztésére irányuló törekvéseivel, az Al-Duna hajózhatóvá tételével.
Időközben teret nyert a dunai gőzhajózás létrehozásának gondolata. Az első komoly dunai gőzhajózási vállalkozás létrehozása John Andrews és Joseph Prichard nevéhez fűződik, akik Johann Baptist von Puthon báró, bécsi bankár támogatásával részvénytársaságot szerveztek. Létrejött a Császári és Királyi Első Szabadalmazott Duna Gőzhajózási Társaság, a DDSG (Erste Donau-Dampfschiffahrts Gesellschaft), amely 1829. március 13 -án tartotta alakuló ülését. A DDSG első gőzhajója, az 1830-ban Floridsdorfban épült Franz I. sikeres próbaútjait követően a társaság 15 évre szabadalmat kapott a dunai gőzhajózásra. Széchenyi kezdeti tartózkodás után nemcsak részvényesévé, hanem igazgatósági tagként a társaság fejlesztésének legaktívabb szervezőjévé vált.
A Vaskapu-szoros összesen 120 kilométeres mederszakaszát rendkívüli vízjárások jellemezték: kisvize 2100, legnagyobb vize mintegy 16 000 köbméter volt másodpercenként. A zátonyok és a sziklák között a víz mélysége helyenként az 50 métert is elérte. A Kazán-szorosban a meder szélessége mindössze 170 méter volt.
Széchenyi először 1830-ban látogatott el az Al-Dunára az Akadémia első mérnök tagjával, Beszédes Józseffel. A folyószabályozási terveket Vásárhelyi Pállal készíttette el. Vásárhelyi volt az a mérnök, aki a Duna vízrajzi felmérése („Duna Mappáció”) során az Al-Dunát végigtérképezte, s így ő tudta legjobban, hogy mi a teendő. Széchenyitől 1833-ban azt a feladatot kapta, hogy hajózóutat építsen ki a gőzhajózás számára a szóban forgó folyószakaszon.

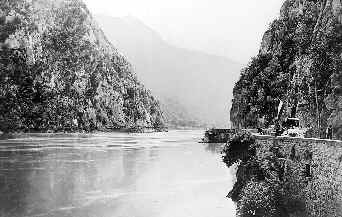
A Kazán-szoros a Széchenyi-úttal

Az 1834. évi rendkívül alacsony vízállás segített abban, hogy a mederből a legveszélyesebb sziklákat kirobbanthassák, s a hajózást legalább évi 150 napra biztonságossá tegyék. Az Al-Duna zuhatagainak teljes „megszelídítése” azonban meghaladta a kor műszaki lehetőségeit. Ehelyett a Duna bal partján – szemben az ókori római úttal – 122 kilométer hosszú utat építettek, jelentős részben a sziklába vágva. Ez a „Széchenyi-út” a történelmi Magyarország balkáni kapujának megnyitását jelentette. Nem csupán a hajók vontatását, hanem – hajózási idényen kívül – az árunak szekéren való szállítását is lehetővé tette. I. Ferenc császár és magyar király 1835. évi halála után azonban a birodalmi kormányzat elfordult a balkáni ügytől, s az al-dunai munkálatokat abba kellett hagyni.
A szabadságharc bukása, majd az azt követő Habsburg önkényuralom hosszú ideig levette a napirendről a zuhatagi szakasz rendezésének ügyét.
Kisebb fordulópontot jelentett e kérdésben az 1856 márciusában megkötött nemzetközi szerződés, amelyben az európai hatalmak rögzítették a dunai hajózás szabadságát minden ország hajói számára, bár magának a szabályozásnak a kérdésével nem foglalkoztak. A komoly munka csak jó másfél évtizeddel később indult meg. Ekkor magyar, osztrák és török szakértőkből álló bizottság megkezdte a szabályozás előkészítését, s a tervek csakhamar elkészültek. Az 1878. évi berlini kongresszus határozata Ausztria-Magyarországra bízta a munkálatok elvégzését. A szabályozás föltételeit az 1888. évi 46. törvény szabályozta. A finanszírozásért cserébe a Monarchia a hajók áthaladásért illetéket szedhetett.

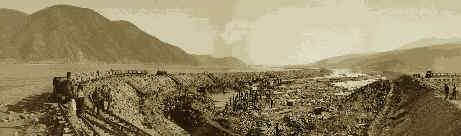
A Vaskapu-csatorna a robbantásos medermélyítés kezdetén, 1891. október 21-én

Végső fokon az al-dunai szakaszon a magyar kormány viselte a szabályozási munkálatok teljes költségét. Baross Gábor, a „vasminiszter” szervezte hozzá a feladathoz a költségvetési eszközöket. Lászlóvára előtt néhány kilométerrel, a Széchenyi-út megmaradt része mentén látható a sziklafalon a hatalmas, 10×7 méteres Baross-emléktábla. A tábla szövege öles betűkkel hirdeti: „Az Aldunai vaskapunak és a többi zuhatagnak az MDCCCLXXXVIII évi XXVI t. czikelye által elrendelt szabályozása megkezdetett I. Ferencz József uralkodása alatt Gróf Szapáry Gyula miniszterelnök idejében Bellusi Baross Gábor kereskedelemügyi miniszter által MDCCCLXXXX (1890) évi szeptember XV-én. Isten áldása legyen e művön és megalkotóin.”
Hatalmas vállalkozásról volt szó, különösen a korszak mércéjével mérve. Az építkezés fő tárgya a fenekén 80 méter széles, 2200 méter hosszú főcsatorna volt, valamint több kisebb csatorna a helyenkénti gázlókban, és egyéb kisebb gátak, duzzasztók építése. A partról és a sekély vízből 227 ezer köbméter sziklát kellett kitermelni, 162 ezer köbmétert pedig a zúgó áradatban kellett felrobbantani. Ehhez fogható építkezés addig mindössze egyetlen akadt a világon, a nagyjából egy időben épülő montréali vízlépcsőé a Szent Lőrinc-folyón.
A Németországban bejegyzett nemzetközi konzorcium a legmodernebb, addig Magyarországon alig vagy egyáltalán nem használt technikát hozta be. Különleges vésőhajókat, fúróhajókat építtettek Skóciában és Németországban. Az utóbbi hajóként közelítette meg a fúrás helyét, s ott nyolc, egymástól független acéllábat bocsátott le. A lábak néhány arasszal a víz fölé emelték a szerkezetet, s így kezdhetett hozzá a gép a fúrásnak. A legfontosabb cél az volt, hogy Orsova felett legalább két méteres, alatta pedig három méteres hajózási mélységet biztosítsanak.

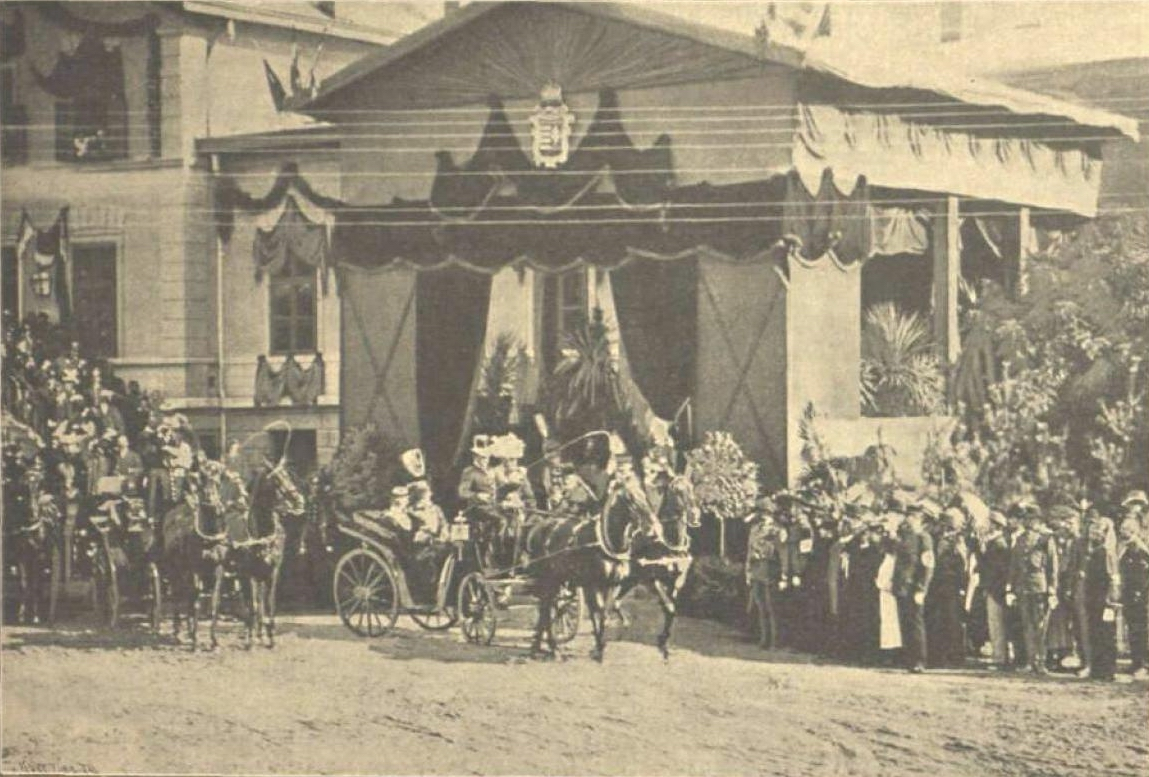
A szabályozott Vaskapu megnyitása 1896-ban

A szabályozási munkák elsősorban a vízmélységi viszonyok megváltoztatását célozták, s ez bár javította, de alapvetően nem változtatta meg az áramlási viszonyokat. A hajózócsatornában az áramlat annyira erős maradt, hogy a hajókat vontatni kellett az ár ellenében. Erre egyedi megoldást alkalmaztak: a Vaskapu nevű sodronykötélhajó munkába állítását. A folyam medrébe a hajózócsatorna felső részénél rögzített, 2760 méter hosszú, egyedi szerkezetű, 33,5 milliméter vastag sodronyt fektettek le, a vontatóra pedig egy nagy átmérőjű kötéldobot szereltek. Erre tekerte fel a kötelet a különleges vontatóhajó 300 lóerős gőzgépe, így tudta áthúzni magát és a mögé kötött egy-három uszályt a csatornán. A szerkezet a csatornában óránként 2 kilométeres sebességgel tudott haladni a 18 km/óra gyorsaságú sodrással szemben. Két további, összesen 200 lóerős gőzgép és két hajócsavar is volt rajta, hogy önállóan is tudjon közlekedni. A harmincas évektől két parti gőzmozdony is segítette a vontatmányok átjuttatását.
A munkálatok az előirányzottnál kétszer többe kerültek, de a fő célt elérték. Az addig átlagban 152 napos (teljes terhelésű) hajózási idényt 1898-tól 290 naposra sikerült kibővíteni. Összességében 11 kilométernyi, 60–80 méter széles, 2 méter mély hajózóutat robbantottak ki a sziklából. A hírhedt Grében-sziklaszirtet is lerobbantották 150 méter szélességben, ebből kőanyaghoz is jutottak az építkezéshez.

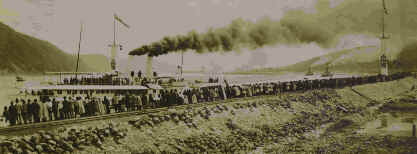
Ferenc József, Károly román és Sándor szerb király felavató hajóútja az új csatornán

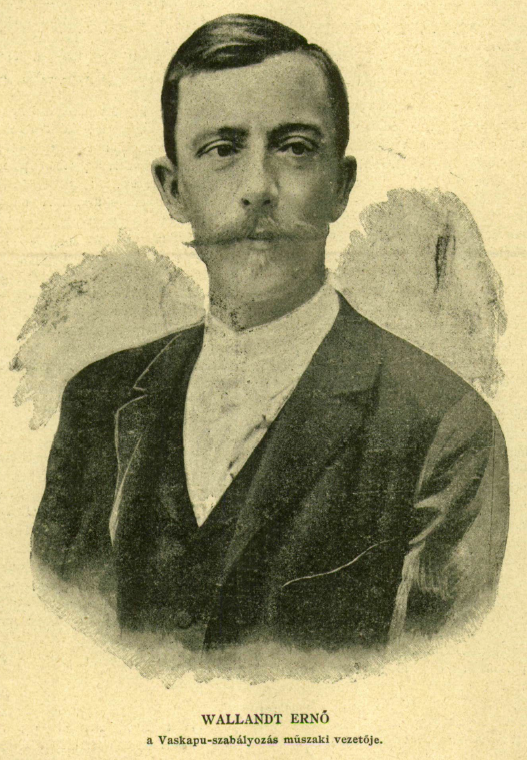
Wallandt Ernő mérnök

A Vaskapu szabályozásának egyik tervezője és a munkálatok vezetője Wallandt Ernő mérnök volt. 1889-ben kinevezték a vaskapu-szabályozási magyar királyi művezetőség főnökévé. A kivitelezést – magyar tőke híján – egy nemzetközi (német–magyar) vállalat bonyolította. A munkálatok befejezését 1895-re tervezték, de még 1896-ra sem készültek el. Ennek ellenére, a Millenniumra tekintettel, 1896. szeptember 17-én megtartották a hivatalos átadást I. Ferenc József osztrák császár, I. Károly román király és I. Sándor szerb király jelenlétében. A korabeli magyar sajtó rendkívül kritikusan számolt be arról, hogy Ferenc József Magyarország nevét beszédében nem is említette, és a dekorációból is hiányzott a magyar zászló.
A csatornamedrek mélyítése, a vízterelő kőgátak magasítása az ünnepségek után tovább folytatódott. 1898 végére végeztek el az eredeti tervben meghatározott minden munkát, a művet október 1-jén adták át a forgalomnak. Hátra volt még azonban az állandó hajózási hivatal felállítása. Hajói kalauzolásáról egyelőre minden hajózótársaság maga gondoskodott, ezért ideiglenesen díjtalanul engedték át azokat. A szabályozásokat végrehajtó és finanszírozó Magyarország a nemzetközi szerződéseknek megfelelően 1899. szeptember 1-jétől szedett hajózási illetéket. A magyar állam a korabeli jognak és szokásoknak megfelelően az al-dunai kereskedelem díjainak megállapításával elsősorban a magyar vállalatokat hozta helyzetbe, s újonnan alakult gőzhajózási vállalata, a Magyar Folyam és Tengerhajózási Részvénytársaság (a Mahart elődje) számára jelentős kedvezményeket adott. Az új vállalat hamarosan megszerezte magának az al-dunai forgalom mintegy 20 százalékát a korábban a nemzetközi Duna-hajózásban egyeduralkodó DDSG-DGT-től.
Az építkezés mellett a magyar tudományos élet több nagyságának a figyelme is a környékre irányult és ennek az egyik szép példája a Vaskapu-szorosban és környékén élő al-dunai tulipán, melyet 1882-ben Borbás Vince írt le először és elnevezte magyar tulipánnak (Tulipa hungarica).

### Legújabb kor

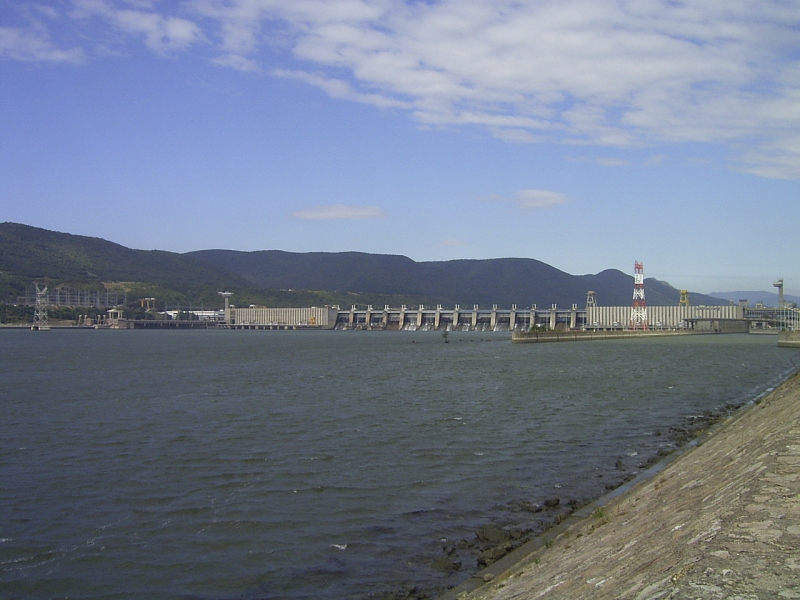
Vaskapu I

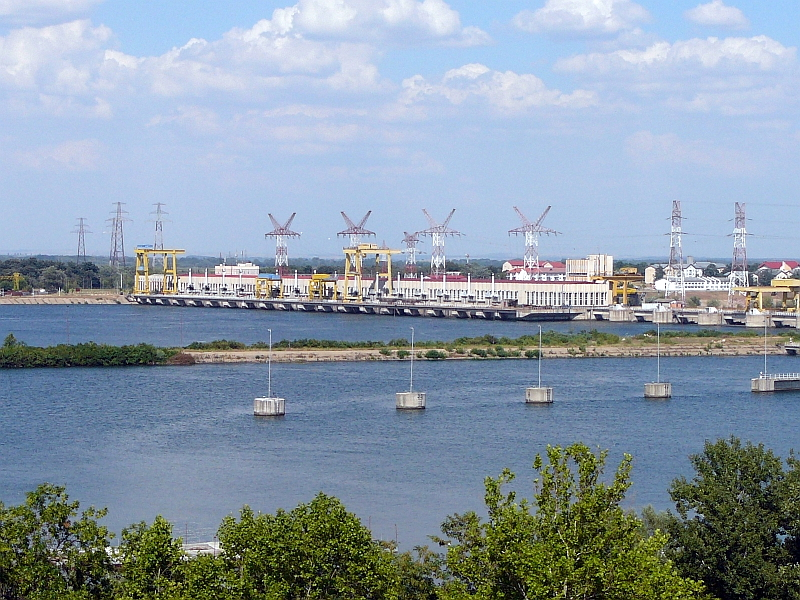
Vaskapu II

A hajózás fejlődése a Vaskapu-szorosban is lelassult az első világháború kitörése után, majd a vereség következtében megtört. Az 1930-as évek közepétől a dunai hajózás újra fellendült. A háborúra készülő Németország részére történő élelmiszer- és nyersanyagszállítás ideiglenes konjunktúrát teremtett, amelynek azonban a második világháború véget vetett.
A második világháború után lassan újra fejlődésnek induló dunai hajózás számára továbbra is szűk keresztmetszetet jelentett a Vaskapu-szoros korlátozott átbocsátó képessége. Ugyanakkor a szurdokok nagyon kedvező lehetőségeket kínálnak vízenergia kinyerésére. Mivel a folyó e szakaszon két állam határát alkotja, szükség volt Románia és az akkori Jugoszláv Szocialista Szövetségi Köztársaság együttműködésére a tervek valóra váltására. A Vaskapu I erőmű 1964 és 1972 között épült. Elkészültekor a világ legnagyobb vízerőművei közé tartozott 2052 MW kapacitásával. Az építményekbe csaknem 3 millió köbméter betont építettek be. A fő gát 441 méter hosszú és 60 méter széles. A rendszer 33 méteres magasra duzzasztott 2 milliárd köbméter vizet. A megemelkedett vízszint miatt a felsőbb Duna-szakasz képe jelentősen megváltozott, a hajózás természetes akadályai viszont megszűntek.
A Vaskapu II 1977 és 1984 között épült, eredetileg 2×216 MW kapacitással, lejjebb a Dunán, a szerb Negotin és a román Gruia városok magasságában, a bolgár határ közelében. A kapacitást később kisebb módosításokkal emelni tudták. Mindkét erőművet szimmetrikusan építették meg, külön-külön energiatermelő egységekkel a két ország számára és zsilipekkel a folyó mindkét oldalán.
A Vaskapu I. alvízi oldalán, a Vaskapu II. duzzasztási körülményei között a folyó partjának tengerszint feletti magassága 60 méter körül van.
2008 után hozzákezdtek az erőművek további modernizációjához.

## Környezeti hatások
A gátak megépültekor a régi Orsova az Ada Kaleh-szigettel és három faluval (Nagyzsuppány, Tuffás és Koromnok) együtt a víz alá került, a lakosságnak el kellett költöznie.
A gátak megakadályozták a tokfélék, így a viza vándorlását a folyón felfelé.
A károk enyhítése, valamelyes ellensúlyozása érdekében a folyam mindkét oldalán természetvédelmi területeket hoztak létre: szerb oldalon a Djerdap nemzeti parkot (68 000 hektár) 1974-ben, Romániában a Vaskapu (Porțile de Fier) természetvédelmi területet (115 655 hektár) 2000-ben.

### Ada Kalehszigete
Ez az 1700 méter hosszú 4–500 méter szélességű kis sziget Orsovától három kilométerre keletre helyezkedett el a Duna medrében, amíg az első, 1964 és 1972 között megépült Vaskapu I., erőmű építése miatti duzzasztás után víz alá nem került. 1689-ben Veterani császári tábornok ismerte fel stratégiai jelentőségét, és erődítmény építését javasolta.

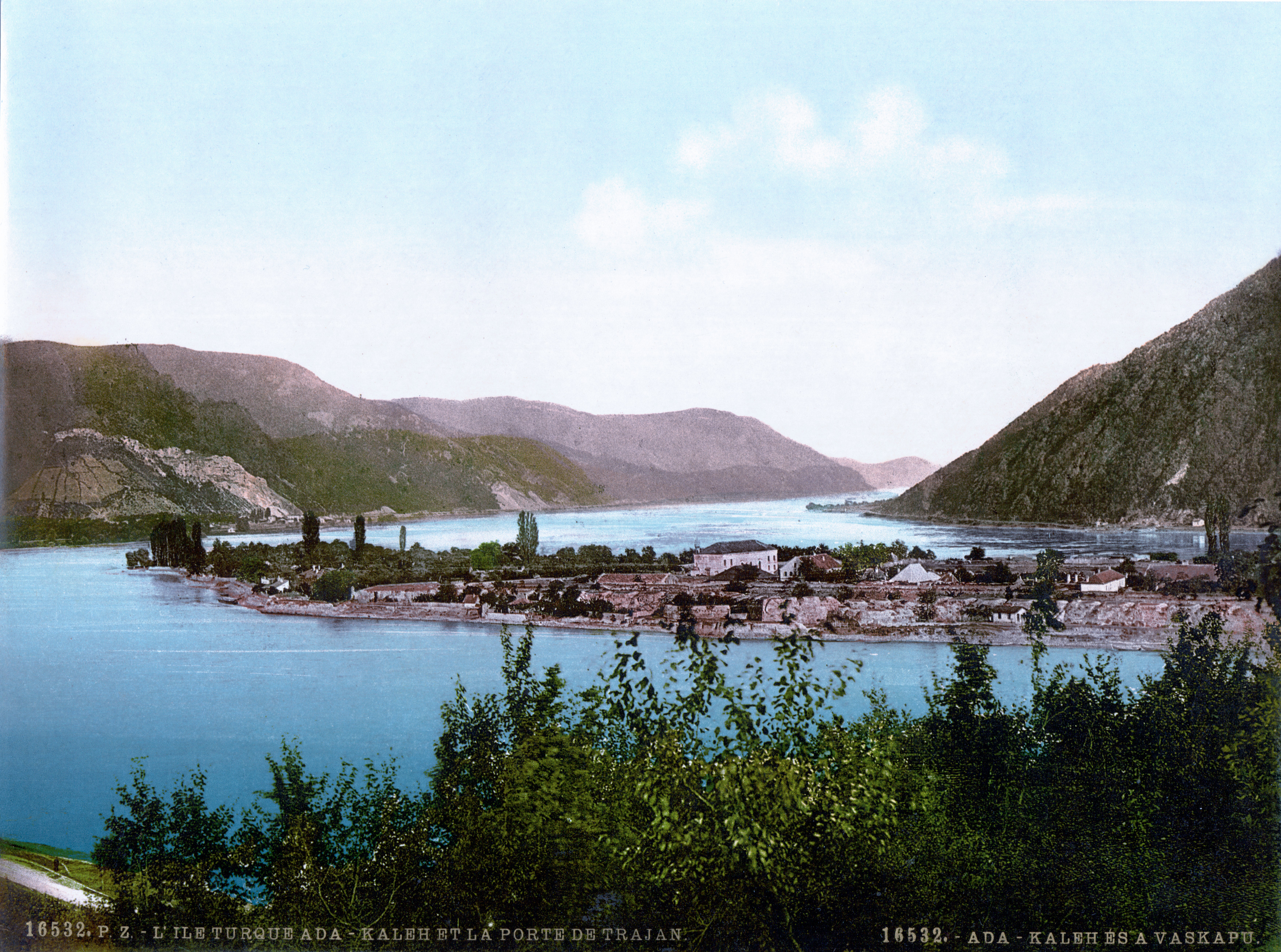
Ada-Kaleh szigete 1900 körül. A duzzasztás után örökre elmerült

Az erőd a szigettel együtt számos alkalommal cserélt gazdát. Thököly Imre török segítséggel már 1691-ben elűzte onnan az osztrákokat, de azok hamarosan visszafoglalták. 1699-ben a karlócai béke nyomán török kézre került. 1716–1718-ban az osztrákok foglalták el, 1738-ban négy hónapnyi ostrom után újra a törökök szállták meg. 1789-ben újra az osztrákok hódították meg, de a következő béketárgyalások eredményeképpen török fennhatóság alatt maradt. A sziget ezután fokozatosan elvesztette stratégiai jelentőségét. Az 1878-as berlini béke tovább szorította a török birodalmat dél felé; a sziget az Osztrák–Magyar Monarchia igazgatása alá került, de a török szultán tulajdonában maradt. Sokféle nemzetiségű, de főleg török lakói vám- és adómentességet élveztek, a sziget csempészközpont jellege ennek következtében tovább erősödött. 1923-ban, az első világháborút lezáró békék során lakói a Romániához csatlakozás mellett döntöttek.
A vízerőmű építkezése miatti kitelepítés után lakóinak nagy része Törökországba, kisebb része Dobrudzsába költözött, ahol egyébként is él török kisebbség. A sziget egyik látványossága volt az erőd mellett az 1903-ban, egy korábbi ferences rendi kolostor helyén épült mecset.

## Turizmus
1992-ben a Rajna–Majna–Duna vízi út megnyitásával 3506 kilométeres összefüggő európai hajózási út jött létre, amit 12 000 kilométeres mellékfolyó- és csatornahálózat egészít ki. Ez nem csak a teherhajózásnak teremtett új lehetőségeket, hanem a turizmus számára is. Új, nagyméretű, luxuskivitelű kirándulóhajók járják a vízi út teljes hosszát, és az út egyik legfőbb attrakciója a Vaskapu-szoroson történő átkelés. Ezek a hajóutak számos nagy utazási iroda kínálatában szerepelnek. Gyakran ajánlanak autóbuszos utazásokat is a környéken, sétahajózással kombinálva.

## A Vaskapu a tudományban, művészetekben

### A Vaskapu történelmi térképeken

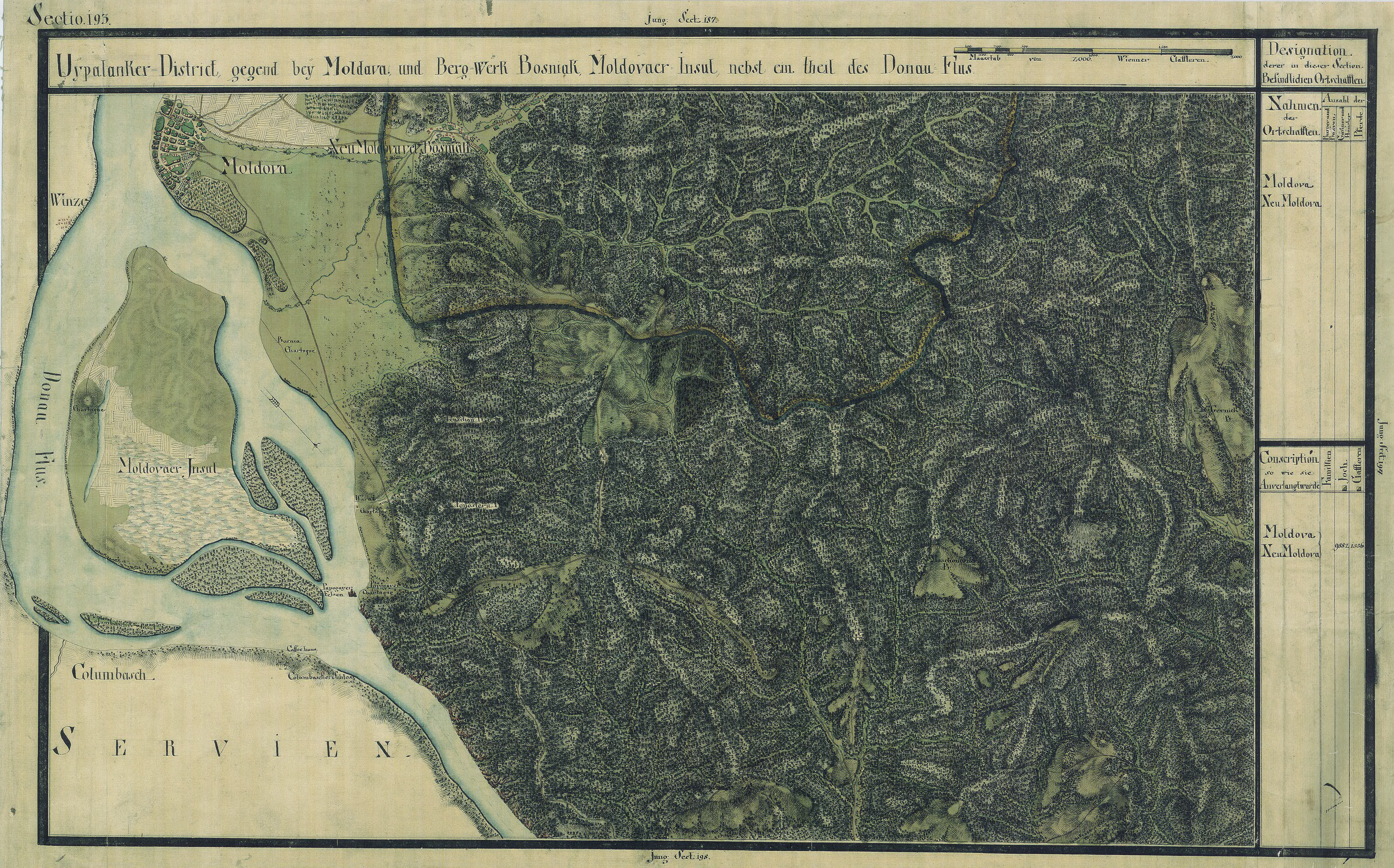
A szorosok bejárata a Moldova-szigettel
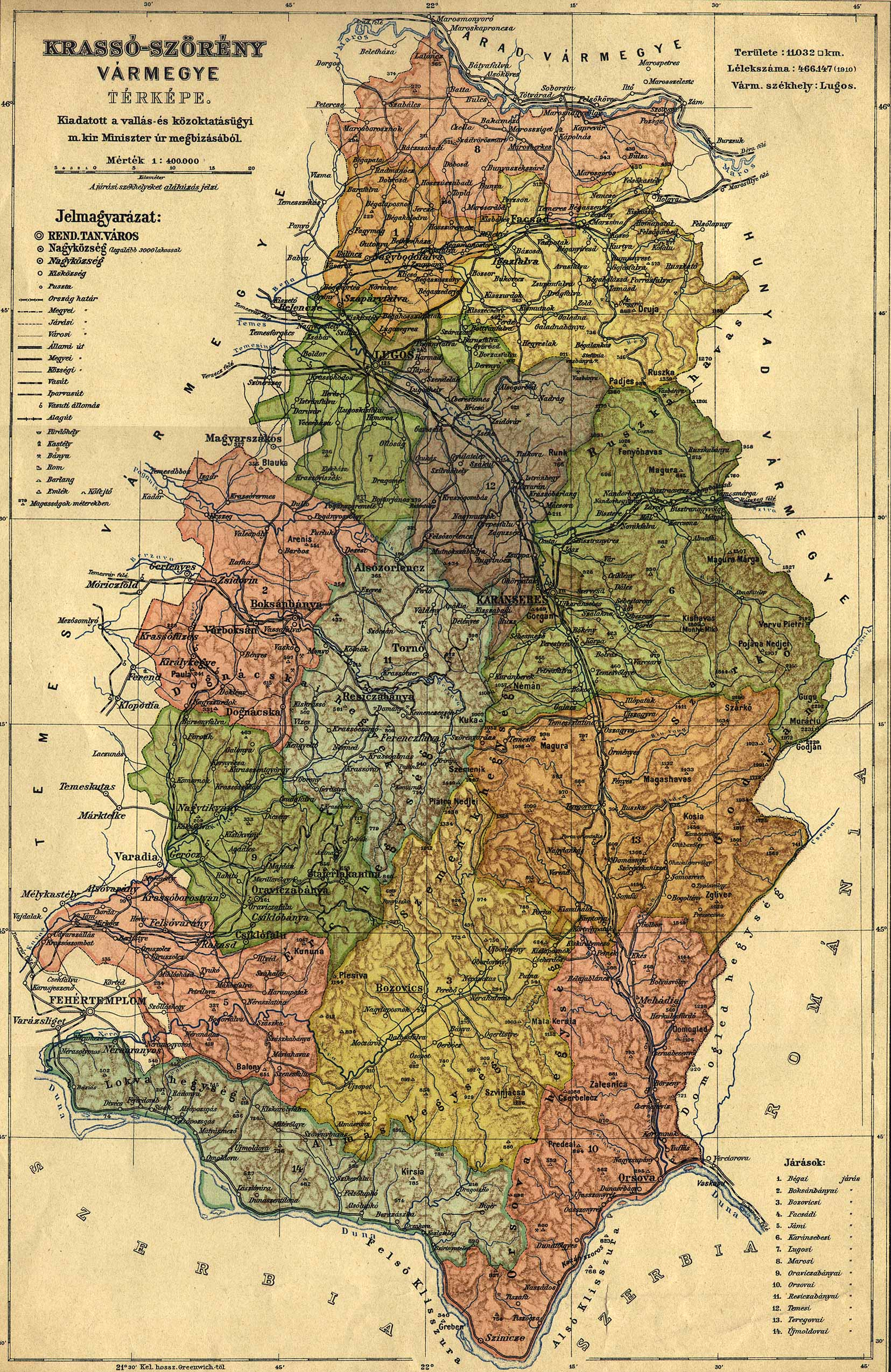
A Vaskapu vidéke a történelmi Magyarországon Krassó-Szörény vármegyéhez tartozott
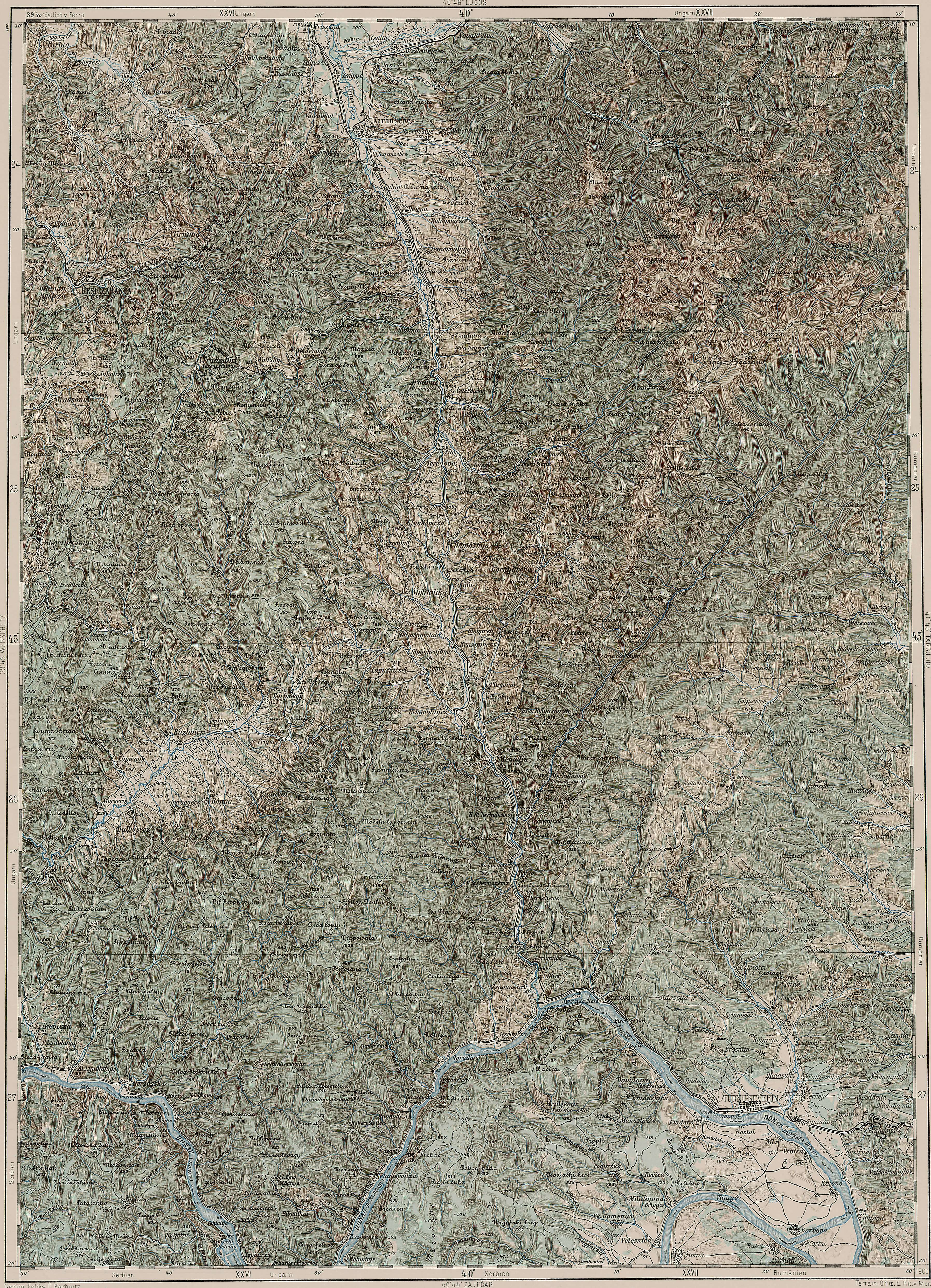
A szorosok kijárata, Orsovától Turnu-Severinig
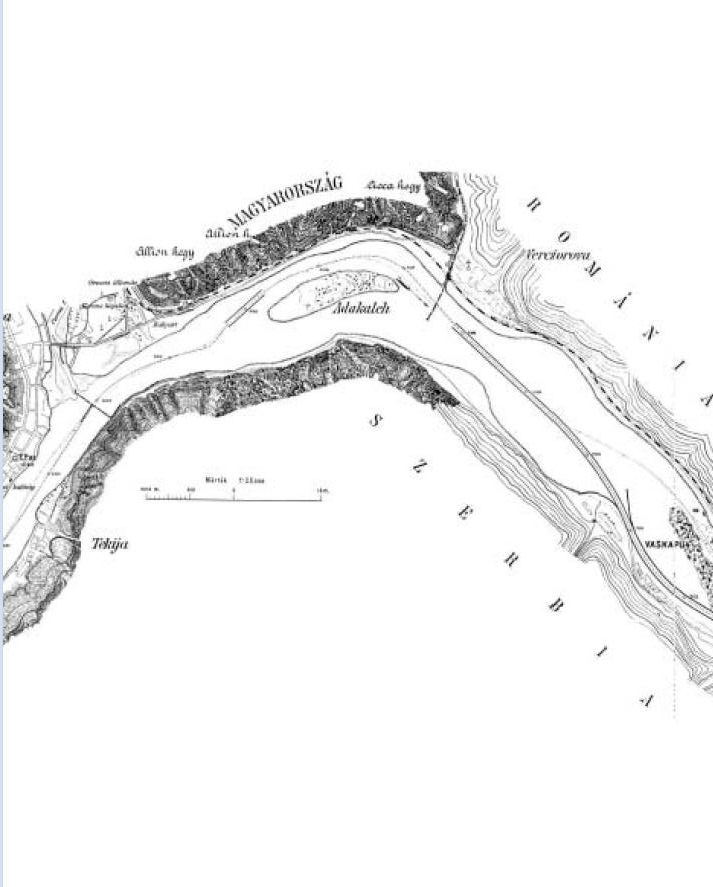
Ada Kaleh szigete 1918 körül

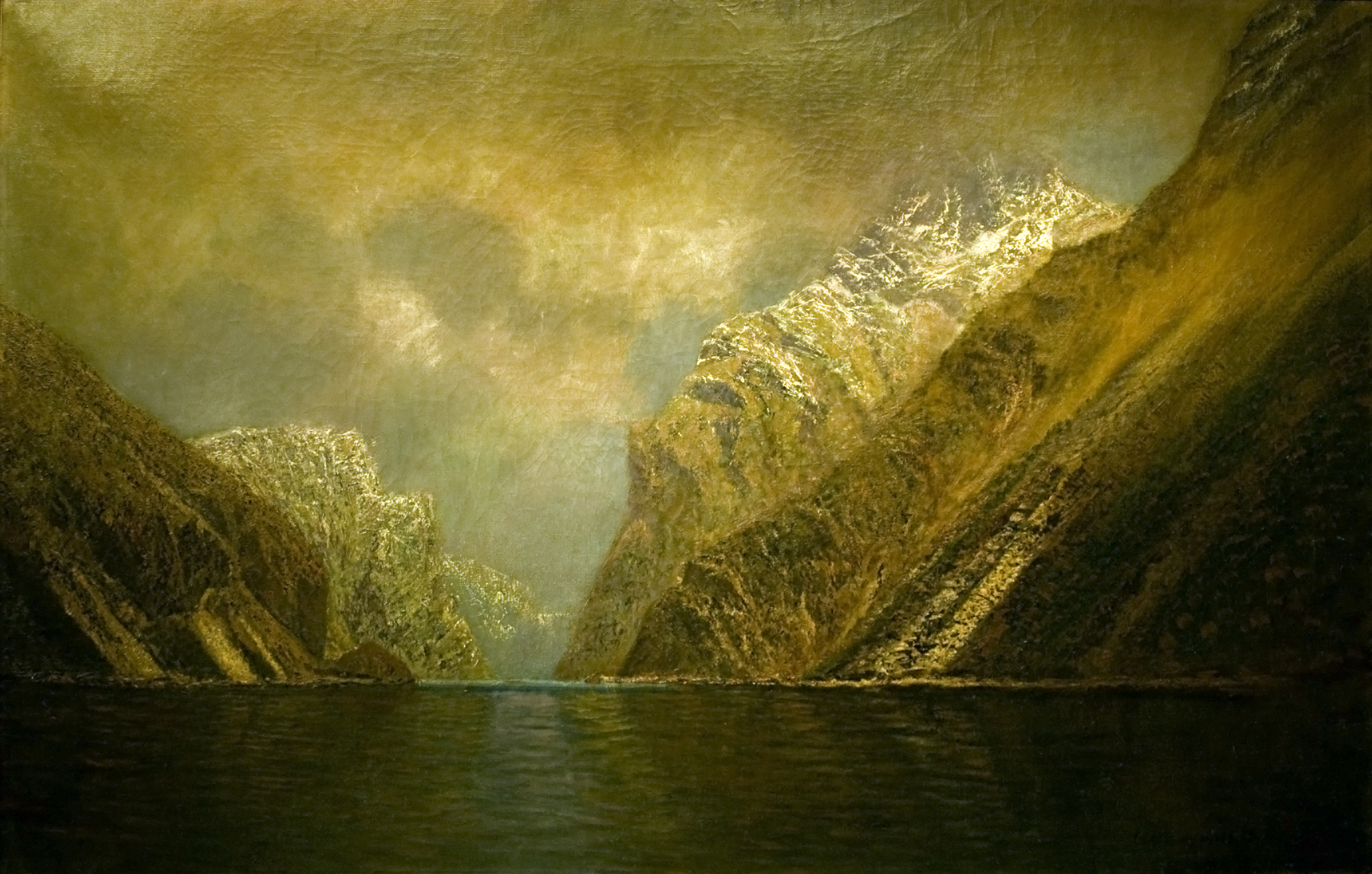
Mednyánszky László festménye a Vaskapuról

### A Vaskapu a művészetben
Jókai Mór, aki bejárta az egész korabeli Magyarország területét, elragadtatással írt a Vaskapu vidékéről – bár romantikus stílusának megfelelően írásaiban nem túl pontosan adta vissza a földrajzi valóságot. Az arany ember című regényében szereplő Senki szigetét az Ada Kaleh-sziget ihlette.

## Fordítás
- Ez a szócikk részben vagy egészben a IJzeren Poort című holland Wikipédia-szócikk ezen változatának fordításán alapul.  Az eredeti cikk szerkesztőit annak laptörténete sorolja fel. Ez a jelzés csupán a megfogalmazás eredetét és a szerzői jogokat jelzi, nem szolgál a cikkben szereplő információk forrásmegjelöléseként.